# Deutsche Straßen-Radmeisterschaften 2005

Logo

Die 80. Deutsche Straßen-Radmeisterschaften 2005 fanden in Mannheim mit dem Straßenrennen der Frauen und Männer (26. Juni) sowie das Einzelzeitfahren der Frauen, Männer und Männer U23 (alle am 24. Juni) in Schweinfurt statt. Die Männer U23-Meisterschaft wurde am 5. Juni in Wörth an der Donau ausgetragen.
Bei den Männern gewann im Straßenrennen der erst 19 Jahre alte Gerald Ciolek vom Team Wiesenhof-Akud. Er bezwang im Sprint Robert Förster (Gerolsteiner) und Erik Zabel (Team T-Mobile). Dadurch gewann zum ersten Mal seit 1991 kein Fahrer vom Team Telekom/T-Mobile die deutsche Straßen-Radmeisterschaft.
Bei den Frauen siegte Regina Schleicher im Massensprint. Sie wurde im selben Jahr noch Weltmeisterin.
Im Einzelzeitfahren siegte bei den Männern Michael Rich vor Sebastian Lang und Jens Voigt. Bei den Frauen siegte Judith Arndt.

## Zeitplan
| Datum             | Uhrzeit | Disziplin        | Streckenlänge       | Kategorie    |
| ----------------- | ------- | ---------------- | ------------------- | ------------ |
| Freitag, 24. Juni | 013:15  | Einzelzeitfahren | 30 km               | Elite Frauen |
| Freitag, 24. Juni | 014.50  | Einzelzeitfahren | 30 km               | Männer U23   |
| Freitag, 24. Juni | 17:00   | Einzelzeitfahren | 40 km               | Elite Männer |
| Sonntag, 26. Juni | 08:30   | Straßenrennen    | 9 × 12 km = 108 km  | Elite Frauen |
| Sonntag, 26. Juni | 11:45   | Straßenrennen    | 17 × 12 km = 204 km | Elite Männer |

## Einzelzeitfahren

### Frauen
| Platz | Athletin          | Zeit           |
| ----- | ----------------- | -------------- |
| 1     | Judith Arndt      | 00:40:09 min   |
| 2     | Trixi Worrack     | + 00:00:03 min |
| 3     | Madeleine Sandig  | + 00:01:23 min |
| 4     | Claudia Hecht     | + 00:02:17 min |
| 5     | Luise Keller      | + 00:02:29 min |
| 6     | Bianca Knöpfle    | + 00:02:41 min |
| 7     | Charlotte Becker  | + 00:02:52 min |
| 8     | Tina Liebig       | + 00:03:01 min |
| 9     | Larissa Kleinmann | + 00:03:19 min |
| 10    | Theresa Senff     | + 00:03:26 min |

Länge: 30 km 

Start: Freitag, 24. Juni, Start 13:15 Uhr MESZ 

Strecke:
Es kamen 59 Athletinnen ins Ziel.

### Männer
| Platz | Athlet            | Zeit              |
| ----- | ----------------- | ----------------- |
| 1     | Michael Rich      | 00:47:10,10 min   |
| 2     | Sebastian Lang    | + 00:01:02,06 min |
| 3     | Jens Voigt        | + 00:01:15,30 min |
| 4     | Daniel Becke      | + 00:01:50,07 min |
| 5     | Christian Müller  | + 00:02:04,98 min |
| 6     | Thomas Liese      | + 00:02:19,25 min |
| 7     | Markus Fothen     | + 00:02:22,19 min |
| 8     | Alberto Kunz      | + 00:03:24,90 min |
| 9     | Björn Schröder    | + 00:03:50,72 min |
| 10    | Roberto Lochowski | + 00:04:00,37 min |

Länge: 40 km 

Start: Freitag, 24. Juni, Start 17:00 Uhr MESZ 

Strecke:
Es kamen 27 Athleten ins Ziel.

### Männer U23
| Platz | Athlet              | Zeit           |
| ----- | ------------------- | -------------- |
| 1     | Paul Martens        | 00:37:56 min   |
| 2     | Robert Wagner       | + 00:00:08 min |
| 3     | Stefan Schäfer      | + 00:00:13 min |
| 4     | Hannes Blank        | + 00:00:19 min |
| 5     | Robert Bengsch      | + 00:00:38 min |
| 6     | Karl-Christia König | + 00:00:38 min |
| 7     | Tim Klinger         | + 00:00:39 min |
| 8     | Tony Martin         | + 00:00:43 min |
| 9     | Wilhelm Herbst      | + 00:00:44 min |
| 10    | Michael Muck        | + 00:00:45 min |

Länge: 30 km 

Start: Freitag, 24. Juni, Start 14:50 Uhr MESZ 

Strecke:
Es kamen 102 Athleten ins Ziel.

## Straßenrennen

### Frauen
| Platz | Athletin          | Zeit         |
| ----- | ----------------- | ------------ |
| 1     | Regina Schleicher | 02:20:34 min |
| 2     | Tanja Hennes      |              |
| 3     | Angela Hennig     |              |
| 4     | Christina Becker  |              |
| 5     | Elena Eifler      |              |
| 6     | Julia Claus       |              |
| 7     | Désirée Schuler   |              |
| 8     | Charlotte Becker  |              |
| 9     | Sarah Düster      |              |
| 10    | Madeleine Sandig  |              |

Länge: 108 km 

Start: Sonntag, 26. Juni, Start 08:30 Uhr MESZ 

Strecke:

### Männer
| Platz | Athlet            | Zeit         |
| ----- | ----------------- | ------------ |
| 1     | Gerald Ciolek     | 04:25:21 min |
| 2     | Robert Förster    |              |
| 3     | Erik Zabel        |              |
| 4     | Sebastian Siedler |              |
| 5     | Lars Teutenberg   |              |
| 6     | Stefan Heiny      |              |
| 7     | René Weissinger   |              |
| 8     | Mathias Belka     |              |
| 9     | Jan Pokrandt      |              |
| 10    | Marcel Sieberg    |              |

Länge: 204 km 

Start: Sonntag, 26. Juni, Start 11:45 Uhr MESZ 

Strecke:

### Männer U23
| Platz | Athletin            | Zeit           |
| ----- | ------------------- | -------------- |
| 1     | Sebastian Schwager  | 04:28:01 min   |
| 2     | Alexander Gottfried | + 00:00:00 min |
| 3     | Robert Bengsch      | + 00:00:00 min |
| 4     | Nico Graf           | + 00:00:24 min |
| 5     | Carlo Westphal      | + 00:00:32 min |
| 6     | Tim Klinger         | + 00:00:44 min |
| 7     | Tony Martin         | + 00:00:53 min |
| 8     | Michael Franzl      | + 00:01:03 min |
| 9     | Daniel Musiol       | + 00:01:05 min |
| 10    | Mathias Belka       | + 00:01:05 min |

Länge: 168 km 

Start: Freitag, 5. Juni, Start 10:05 Uhr MESZ 

Strecke: Wörth/Donau – Piel – Hungersacker – Wörth/Donau
Es kamen 80 Athleten ins Ziel.